# Kinston (Alabama)
Kinston è un comune degli Stati Uniti d'America situato nella contea di Coffee dello Stato dell'Alabama.